# Liste der Bodendenkmäler in Wemding
Auf dieser Seite sind die Bodendenkmäler in der schwäbischen Stadt Wemding zusammengestellt. Diese Tabelle ist eine Teilliste der Liste der Bodendenkmäler in Bayern. Grundlage ist die Bayerische Denkmalliste, die auf Basis des Bayerischen Denkmalschutzgesetzes vom 1. Oktober 1973 erstmals erstellt wurde und seither durch das Bayerische Landesamt für Denkmalpflege geführt wird. Die folgenden Angaben ersetzen nicht die rechtsverbindliche Auskunft der Denkmalschutzbehörde.

## Bodendenkmäler in Wemding

### Bodendenkmäler in der Gemarkung Amerbach
| Lage                | Objekt | Akten-Nr.     | Bild |
| ------------------- | --- | ------------- | ---- |
| Amerbach (Standort) | Siedlung vorgeschichtlicher Zeitstellung und Villa rustica der römischen Kaiserzeit.                          | D-7-7130-0003 |      |
| Amerbach (Standort) | Villa rustica der römischen Kaiserzeit.                                                                       | D-7-7130-0116 |      |
| Amerbach (Standort) | Villa rustica der römischen Kaiserzeit.                                                                       | D-7-7130-0140 |      |
| Amerbach (Standort) | Siedlung des Neolithikums, der Bronzezeit, der Latènezeit und der römischen Kaiserzeit.                       | D-7-7130-0142 |      |
| Amerbach (Standort) | Siedlung der Hallstattzeit.                                                                                   | D-7-7130-0150 |      |
| Amerbach (Standort) | Siedlung vorgeschichtlicher und römischer Zeitstellung.                                                       | D-7-7130-0259 |      |
| Amerbach (Standort) | Siedlung der Bronzezeit.                                                                                      | D-7-7130-0260 |      |
| Amerbach (Standort) | Siedlung vorgeschichtlicher Zeitstellung.                                                                     | D-7-7130-0261 |      |
| Amerbach (Standort) | Siedlung vorgeschichtlicher Zeitstellung.                                                                     | D-7-7130-0262 |      |
| Amerbach (Standort) | Siedlung vor- und frühgeschichtlicher Zeitstellung.                                                           | D-7-7130-0263 |      |
| Amerbach (Standort) | Siedlung vorgeschichtlicher und römischer Zeitstellung.                                                       | D-7-7130-0264 |      |
| Amerbach (Standort) | Siedlung vorgeschichtlicher Zeitstellung.                                                                     | D-7-7130-0265 |      |
| Amerbach (Standort) | Siedlung vorgeschichtlicher und römischer Zeitstellung.                                                       | D-7-7130-0266 |      |
| Amerbach (Standort) | Siedlung vorgeschichtlicher Zeitstellung.                                                                     | D-7-7130-0267 |      |
| Amerbach (Standort) | Siedlung vorgeschichtlicher Zeitstellung.                                                                     | D-7-7130-0268 |      |
| Amerbach (Standort) | Siedlung vorgeschichtlicher Zeitstellung.                                                                     | D-7-7130-0269 |      |
| Amerbach (Standort) | Siedlung des Jungneolithikums.                                                                                | D-7-7130-0270 |      |
| Amerbach (Standort) | Siedlung vorgeschichtlicher Zeitstellung.                                                                     | D-7-7130-0271 |      |
| Amerbach (Standort) | Siedlung vorgeschichtlicher Zeitstellung.                                                                     | D-7-7130-0272 |      |
| Amerbach (Standort) | Siedlung vorgeschichtlicher Zeitstellung.                                                                     | D-7-7130-0273 |      |
| Amerbach (Standort) | Siedlung vorgeschichtlicher Zeitstellung.                                                                     | D-7-7130-0274 |      |
| Amerbach (Standort) | Siedlung vorgeschichtlicher Zeitstellung.                                                                     | D-7-7130-0275 |      |
| Amerbach (Standort) | Siedlung vorgeschichtlicher Zeitstellung.                                                                     | D-7-7130-0276 |      |
| Amerbach (Standort) | Siedlung des Neolithikums, der Bronzezeit und der Hallstattzeit.                                              | D-7-7130-0277 |      |
| Amerbach (Standort) | Mittelalterliche und frühneuzeitliche Befunde im Bereich der Katholischen Filialkirche St. Alban in Amerbach. | D-7-7130-0278 |      |

### Bodendenkmäler in der Gemarkung Nußbühl
| Lage               | Objekt | Akten-Nr.     | Bild |
| ------------------ | --- | ------------- | ---- |
| Nußbühl (Standort) | Siedlung des Neolithikums, der Hallstattzeit, der Latènezeit, der römischen Kaiserzeit und des frühen Mittelalters. | D-7-7130-0120 |      |

### Bodendenkmäler in der Gemarkung Rudelstetten
| Lage                    | Objekt                                     | Akten-Nr.     | Bild |
| ----------------------- | ------------------------------------------ | ------------- | ---- |
| Rudelstetten (Standort) | Grabhügel vorgeschichtlicher Zeitstellung. | D-7-7130-0002 |      |

### Bodendenkmäler in der Gemarkung Wemding
| Lage               | Objekt | Akten-Nr.     | Bild |
| ------------------ | --- | ------------- | ---- |
| Wemding (Standort) | Grabhügel vorgeschichtlicher Zeitstellung.                                                                                              | D-7-7130-0019 |      |
| Wemding (Standort) | Grabhügel vorgeschichtlicher Zeitstellung.                                                                                              | D-7-7130-0020 |      |
| Wemding (Standort) | Grabhügel vorgeschichtlicher Zeitstellung.                                                                                              | D-7-7130-0021 |      |
| Wemding (Standort) | Grabhügel vorgeschichtlicher Zeitstellung.                                                                                              | D-7-7130-0022 |      |
| Wemding (Standort) | Grabhügel vorgeschichtlicher Zeitstellung.                                                                                              | D-7-7130-0023 |      |
| Wemding (Standort) | Grabhügel vorgeschichtlicher Zeitstellung.                                                                                              | D-7-7130-0024 |      |
| Wemding (Standort) | Abschnittsbefestigung des Mittelalters.                                                                                                 | D-7-7130-0025 |      |
| Wemding (Standort) | Siedlung der Bronzezeit. | D-7-7130-0027 |      |
| Wemding (Standort) | Wüstgefallene Siedlung des späten Mittelalters.                                                                                         | D-7-7130-0029 |      |
| Wemding (Standort) | Brandgräber der Hallstattzeit. | D-7-7130-0034 |      |
| Wemding (Standort) | Grabhügel vorgeschichtlicher Zeitstellung.                                                                                              | D-7-7130-0035 |      |
| Wemding (Standort) | Grabhügel vorgeschichtlicher Zeitstellung.                                                                                              | D-7-7130-0036 |      |
| Wemding (Standort) | Freilandstation des Mesolithikums, Siedlung des Neolithikums.                                                                           | D-7-7130-0112 |      |
| Wemding (Standort) | Mittelalterliche und frühneuzeitliche Befunde im Bereich der befestigten Altstadt von Wemding.                                          | D-7-7130-0209 |      |
| Wemding (Standort) | Mittelalterliche und frühneuzeitliche Stadtbefestigung von Wemding.                                                                     | D-7-7130-0210 |      |
| Wemding (Standort) | Frühneuzeitliche Befunde im Bereich des Kapuzinerklosters und der ehemalige Klosterkirche in Wemding.                                   | D-7-7130-0211 |      |
| Wemding (Standort) | Mittelalterliche und frühneuzeitliche Befunde im Bereich der Katholischen Stadtpfarrkirche St. Emmeram in Wemding.                      | D-7-7130-0212 |      |
| Wemding (Standort) | Mittelalterliche und frühneuzeitliche Befunde im Bereich der Katholischen Spitalkirche Mariae Geburt.                                   | D-7-7130-0213 |      |
| Wemding (Standort) | Frühmittelalterlicher Meierhof sowie mittelalterliche und frühneuzeitliche Befunde im Bereich des Alten und Neuen Schlosses in Wemding. | D-7-7130-0214 |      |
| Wemding (Standort) | Schanze vor- und frühgeschichtlicher Zeitstellung.                                                                                      | D-7-7130-0281 |      |
| Wemding (Standort) | Siedlung der römischen Kaiserzeit. | D-7-7130-0282 |      |
| Wemding (Standort) | Frühneuzeitliche Befunde im Bereich der Katholischen Wallfahrtskirche Mariae Brünnlein.                                                 | D-7-7130-0283 |      |
| Wemding (Standort) | Mittelalterliche und frühneuzeitliche Befunde im Bereich der Katholischen Kapelle St. Leonhard und ihrer Vorgängerbauten.               | D-7-7130-0284 |      |
| Wemding (Standort) | Spätmittelalterliche und frühneuzeitliche Befunde im Bereich der Katholischen Friedhofskapelle St. Johannis in Wemding.                 | D-7-7130-0286 |      |
| Wemding (Standort) | Frühneuzeitlicher Vorgängerbau der Wegkapelle.                                                                                          | D-7-7130-0287 |      |
| Wemding (Standort) | Abgegangene mittelalterliche Johanneskapelle.                                                                                           | D-7-7130-0288 |      |
| Wemding (Standort) | Wallanlage vor- und frühgeschichtlicher Zeitstellung                                                                                    | D-7-7130-0302 |      |